# Хидроелектрана Бистрица
Хидроелектрана Бистрица је једна од неколико хидроелектрана из система Лим-Дрина. Налази се на реци Лим, између Пријепоља и Прибоја. Хидроелектрана је грађена у периоду 1959-1960. када је и пуштена у рад. Има две турбине укупне снаге 104 MW. Брана Радоиња је од камена, висине 43 м и дужине седам километара. Формира акумулацију од 7,5 милиона м³.

## Историјат
Изградња ХЕ Бистрица почела је изградњом бране Радоиња. Хидроелектрана је грађена у периоду од 1955. до 1960. године. Током изградње ове хидроелектране је први пут у Србији коришћено масовно минирање помоћу дубинских мина, као и коморно минирање. Доводни тунел је посебно занимљив и значајан јер највећим делом пролази кроз плочасте и масивне кречњаке.
Рад на ископу искључиво је вршен ручно. Извођење радова често је ометано обрушавањем материјала и појавом вода. Године 1958. је током пробијања последњих километара доводног тунела дошло до велике несреће у којој су животе изгубила 32 минера. Током саме изградње још пет радника је изгубило живот. Када су пуштени у рад, агрегати ХЕ  Бистрица имали су највећу снагу, радили су на највећем паду и одржавали су стабилност електроенергетског система Србије. Разводно постројење ХЕ Бистрица први пут је у тадашњој Југославији пуштено под напон од 220 kV. Током Нато бомбардовања 13. априла 1999. године, хидроелектрана је оштећена, али су оштећења касније и санирана.

## Положај
Хидроелектрана Бистрица чини део енергетског система Лимске хидроелектране. Осим ХЕ Бистрица овај енергетски систем чине и хидроелектране Кокин Брод и Увац на Увцу и Потпећ на Лиму. На сопственом паду, хидроелектрана Бистрица користи изравнате воде у акумулацији ХЕ Кокин Брод. У хидрауличном погледу ове две електране представљају један енергетски систем који искоришћава воде Увца, а уз помоћ посебних уређаја могу да раде и одвојено.

## Галерија
- Брана Радоиња у изградњи
- Водостан хидропостројења Бистрица
- Цевоводи са водостанским затварачима